# Dryopteris × lawalreei
Dryopteris × lawalreei là một loài dương xỉ trong họ Dryopteridaceae. Loài này được Janch. mô tả khoa học đầu tiên năm 1963.
Danh pháp khoa học của loài này chưa được làm sáng tỏ. 